# Joachim du Bellay
Joachim du Bellay (c. 1522 - 1 de janeiro de 1560) foi um poeta francês, membro da La Pléiade.

## Biografia[2]
Nasceu por volta de 1522 em Liré, no Château de la Turmelière, na região de Anjou. Naquela época, Francisco I era rei da França e o Renascimento estava em plena expansão, principalmente em termos de cultura e arte. Ele pertencia a uma família de nobreza antiga e ficou órfão aos 10 anos. Em 1547, enquanto estudava na Universidade de Poitiers, ele fez amizade com Pierre de Ronsard. Juntos, eles foram para o Collège Coqueret em Paris, onde o helenista Jean Doratele descobriu autores clássicos greco-latinos e poesia italiana. Em torno dele formou-se o grupo poético que será conhecido em princípio como La Brigada e depois como La Pléiade.
Em 1549, du Bellay escreveu a Defesa e Ilustração da Língua Francesa, um manifesto inspirado nas ideias do grupo:
- 1. Defenda a língua francesa como uma língua culta do mesmo nível do latim contra aqueles que não a consideram como tal;
- 2. Renovar as letras francesas imitando os clássicos greco-latinos e os poetas renascentistas italianos Petrarca, Dante, Dolce stil nuovo;
- 3. Enriquecer ou ilustrar a língua francesa, ilustrando-a através da introdução de palavras tiradas dos dialetos franceses e cultismos das línguas clássicas;
- 4. Aumentar o repertório de gêneros e formas poéticas da métrica francesa, introduzindo novas estrofes, sonetos, odes, elegias, hinos, eclogues greco-latinas e italianas;
- 5. Fornecer novas literárias e retóricas, como enjambment;
- 6. Negar a literatura francesa medieval e seus gêneros e retornar aos gêneros poéticos da Antiguidade;
- 7. Rejeite o marotismo.

Essas novidades constituem o manifesto. Este livro enérgico, embora um tanto arrogante, é considerado o ponto de partida da poesia francesa. La Oliva (1549) é a primeira compilação francesa de sonetos de amor, feitos à maneira de Petrarca.
Entre 1553 e 1557, du Bellay tornou-se secretário, em Roma, do cardeal Jean du Bellay, primo de seu pai e conhecido diplomata. O poeta descobre em seus quatro anos de estada a mítica Cidade da Antiguidade, da qual só restam ruínas, esplendor e depravação. Nojo e saudade tomam conta do poeta, sentimentos esses que vão inspirar belas páginas.
Em 1557 , ele retornou à França e publicou As Antiguidades de Roma, os Vários Jogos Rústicos e Os Desejos (1558). Essas obras foram amplamente reconhecidas na época e serviram a Joachim du Bellay para participar da vida intelectual parisiense.
Ele morreu repentinamente em sua mesa de trabalho, na noite de 1º de janeiro, 1560, quando ele tinha 37 anos. Ele está enterrado na Catedral de Notre-Dame de Paris, mas seu túmulo foi perdido.